# Stade de Bucheon (métro de Séoul)
Stade de Bucheon (en coréen : 부천종합운동장역 et officiellement en anglais : Bucheon Stadium) est une station de correspondance entre la ligne 7 et la ligne Seohae du métro de Séoul. Elle est située sous la Giju-ro au croisement avec la Sosa-ro, dans le quartier Chunui-dong de la ville de Bucheon, incluse dans la province de Gyeonggi, à l'ouest de Séoul en Corée du Sud.
Ouverte en 2012, elle devient une station de correspondance en 2023. Elle est desservie, par les rames omnibus qui circulent sur la ligne 7, et par les rames omnibus qui circulent sur la ligne Seohae.

## Situation sur le réseau

Plan du réseau du métro de Séoul (2023)

La station souterraine Stade de Bucheon est une station de correspondance entre la ligne 7 et la ligne Seohae du métro de Séoul : 
sur la ligne 7 du métro de Séoul elle est située entre la station Kkachiul, en direction du terminus nord Jangam, et la station Chunui, en direction du terminus ouest Seongnam ;
sur la ligne Seohae elle est située entre la station Kkachiul, en direction du terminus nord Daegok, et la station Sosa, en direction du terminus sud Wonsi.

## Histoire
La station Seongnam est mis en service le 27 octobre 2012, lors de l'ouverture à l'exploitation du prolongement ouest de la ligne 7 du métro de Séoul, de Onsu à  Mairie de Bupyeong-gu.
Elle devient une station de correspondance, lors de la mise en service de la station de la ligne Seohae, le 1er juillet 2023 lors de l'ouverture à l'exploitation de la section de Sosa à Daegok.